# Nowy Witoszyn
Nowy Witoszyn – wieś w Polsce położona w województwie kujawsko-pomorskim, w powiecie włocławskim, w gminie Fabianki.
Na mapach z okresu przedwojennego wieś nosiła nazwę Folwark Witoszyn. Z kroniki szkolnej w Rachcinie sporządzonej w 1938 r. wiemy, że dzieci z Witoszyna Folwarku uczęszczały do tamtejszej szkoły.
W latach 1975–1998 miejscowość administracyjnie należała do województwa włocławskiego. Według Narodowego Spisu Powszechnego (III 2011 r.) liczyła 354 mieszkańców. Jest ósmą co do wielkości miejscowością gminy Fabianki.